# (5658) Clausbaader
(5658) Clausbaader – planetoida z grupy pasa głównego asteroid okrążająca Słońce w ciągu 4 lat i 211 dni w średniej odległości 2,76 j.a. Została odkryta 17 lutego 1950 roku w Landessternwarte Heidelberg-Königstuhl w Heidelbergu przez Karla Reinmutha. Przed nadaniem nazwy planetoida nosiła oznaczenie tymczasowe (5658) 1950 DO.